# Carlo Vaccaro

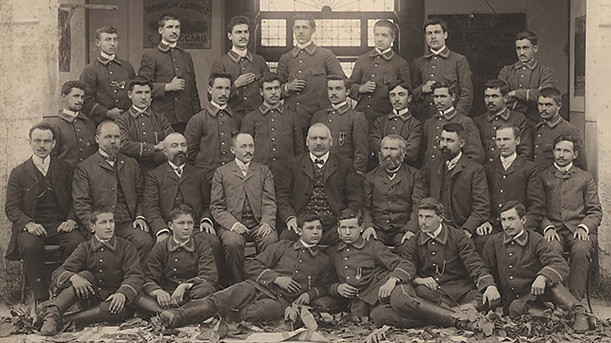
Carlo Vaccaro (Mitte) mit den Angestellten seiner Tabakfabrik (Aufnahme zwischen 1900 und 1910)

Carlo Alberto Vaccaro (bulgarisch Карло Алберто Вакаро, * 1864 in Turin, Königreich Italien; † 3. Dezember 1933 in Sofia, Zarentum Bulgarien) war ein italienischer Unternehmer und Bankier, der einen bedeutenden Beitrag zur Industrialisierung Bulgariens leistete. Das von ihm aufgebaute Unternehmen AG Vereinigte Tabakfabriken war in der Zwischenkriegszeit der führende Zigarettenproduzent des Landes. Daneben gründete er die erste internationale Kinokette.

## Leben

### Kindheit und Jugend
Er wurde 1864 in Turin geboren. Über seine Schul- und Ausbildungszeit liegen keine verlässlichen Daten vor.

### Unternehmerische Tätigkeit
Carlo Vaccaro kam vermutlich zu Beginn der 1880er Jahre nach Ostrumelien, um das wirtschaftliche Potential der Provinz auszuloten. Bereits ab März 1882 wickelte er dort Bestellungen von Importgütern aus Europa ab und organisierte deren Lieferung. 1889 ließ er in Plowdiw eine Firma zur Durchführung von Kommissionsgeschäften eintragen. An der Ersten bulgarischen Landwirtschafts- und Industrieausstellung (Първо българско земеделско-промишлено изложение в Пловдив) 1892 in Plowdiw beteiligte er sich als Vertreter für Landmaschinen. In einem eigenen Pavillon präsentierte er moderne Agrartechnik aus Europa und den USA. Einige Zeitungen feierten ihn daraufhin als "Lehrer des bulgarischen Landmanns" ("Учител на българския земделец"). Es gelang ihm u.a. die erste Dreschmaschine nach Bulgarien zu importieren.
Ab 1900 überwachte Carlo Vaccaro als Repräsentant einer Baufirma aus Marseille die Fahrleitungsmontage der Sofioter Straßenbahn sowie die Errichtung des am Iskăr gelegenen  Wasserkraftwerks Pantscharewo (ВЕЦ Панчарево), das die Stromversorgung der Hauptstadt übernehmen sollte. In Sofia kaufte er dem Diplomaten und späteren Ministerpräsidenten Stojan Danew das Haus Straße des 11. August 6 (ул. „11-ти Август“ № 6) ab. Es war vom tschechischen Architekten Karl Heinrich (* 1858, † 1940) im Stil des Neoklassizismus entworfen worden. Aktuell beherbergt es die Apostolische Nuntiatur.
Bald wandte Carlo Vaccaro sein Interesse der Tabakbranche zu. Die 1883 von Dimităr Stawridis und Dimităr Mardas gegründete Firma Stawridis & Söhne (Ставридис и синове) in Plowdiw ließ 1890 am Osthang des heutigen Danow-Hügels die Zigarettenfabrik "Orel" ("Adler") errichten. Nach dem Tod von Dimităr Stawridis im Jahre 1901 kaufte Carlo Vaccaro dessen Anteile. Sein Partner Dimităr Mardas verließ das Unternehmen 1904 und gründete eine eigene Firma mit dem Namen "Zar Assen II". Vaccaro firmierte daraufhin das Unternehmen in Tabakwerk "Bulgarischer Adler" C.A. Vaccaro vormals D. Stawridis und Söhne (Тютюноработница „Български Орелъ” К.А. Вакаро бивши Д. Ставридисъ и синове) um. Die zugehörige Fabrik erhielt den Namen "Bălgarski Orel" ("Bulgarischer Adler") und wurde zur modernsten Produktionsanlage für Zigaretten in Bulgarien ausgebaut. Die dort installierte erste Zigarettenmaschine Bulgariens hatte einen Output von 20.000 bis 25.000 Zigaretten pro Stunde. Das Unternehmen behielt den Status eines Hoflieferanten des bulgarischen Fürsten und späteren Zaren Ferdinands I. Die Zigarettenproduktion an diesem Standort endete erst 1988. Das Fabrikgebäude in der Angel-Bukoreschtliew-Straße 15 (ул. „Ангел Букорещлиев” № 15) wurde, nach langem Leerstand, in den 2020er Jahren restauriert. Seit dem 3. März 2022 empfängt dort das 5-Sterne-Hotel "Vizualiza" (Хотел „Визуализа“) seine Gäste.
1902 erhielten Todor Balabanow und sein Bruder Konstantin die Konzession zur Bewirtschaftung der Wälder des Rilaklosters. Dazu gründeten sie zusammen mit Carlo Vaccaro die Bulgarische Forstindustrie AG (Българска Горска Индустрия АД) mit Sitz in Sofia und einem Sägewerk in Barakowo. Der Eintrag in das Handelsregister erfolgte 1903. Das Unternehmen bot 1200 neue Arbeitsplätze.
Carlo Vaccaro ließ sich 1904 in Plowdiw nieder und veranlasste den Bau einer Villa in der Angel-Bukoreschtliew-Straße 17 (ул. „Ангел Букорещлиев” № 17). 1905 initiierte er die Gründung des Verbandes der Tabakproduzenten (Обединение на Тютюнопроизводителите). Am 1. Januar 1906 wandelte er sein Handelshaus in die Handelsgesellschaft Vaccaro & Cie. (Вакаро и сие) um. Seinem Sohn Edmondo vertraute er am 30. Oktober 1906 die Leitung der Tabakfabrik an. Zusätzlich agierte er u.a. als Mitglied in den Vorständen der Bulgarischen Forstindustrie und der Balkanbank (Балканска банка).
Später begann er mit dem Aufkauf weiterer Zigarettenfabriken. Seine Intention war die Zentralisierung des Managements, die Verschlankung der Organisationsstrukturen sowie eine Reduktion der Investitionskosten. Eine Antikartellgesetzgebung, die diesem Vorhaben entgegenstand, existierte damals noch nicht. 1909 fand im Kulturhaus "Slawijanska Beseda" in Sofia die Gründungsversammlung der "Vereinigten Tabakfabriken AG" („Съединени Тютюневи фабрики” Безименно АД, СТФ; transkribiert Săedineni Tjutjunewi Fabriki, STF) statt, bei der 52 Tabakfabrikanten zugegen waren. Die neue Firma vereinigte ca. zwei Drittel der Zigarettenproduzenten Bulgariens. Zum  Firmensitz bestimmte man Plowdiw. Carlo Vaccaro wurde zum Vorstandsvorsitzenden gewählt. Das Unternehmen bezeichnete sich selbst, intern als auch in der Werbung, kurz als "das Kartell" („Картела”). Produktionsstätten bestanden u.a. in Plowdiw, Sofia, Russe, Warna, Schumen und Sliwen. Sämtliche Fabriken erhielten die Rohmaterialien von der Zentrale in Plowdiw, um eine einheitliche Produktqualität sicher zu stellen. Bereits 1911 deckte das Kartell 70% der Inlandsnachfrage ab. In den Jahren 1912-15 galt es als das fünftgrößte Unternehmen in Bulgarien. Carlo Vaccaro hatte die Position des Vorstandsvorsitzenden bis 1913 inne. Das Unternehmen bestand bis zur Verstaatlichung im Jahr 1947. Die Bedingungen für die Arbeiterinnen und Arbeiter in den Tabakfabriken waren jedoch Anfang des 20. Jahrhunderts prekär. Beispielsweise berichtete Wassil Kolarow 1909 in der Zeitung "Tabakarbeiter" („Тютюноработник“), dass in der Verpackung 10-15-jährige Mädchen einen Arbeitstag von mehr als 15 Stunden zu bewältigen hatten.

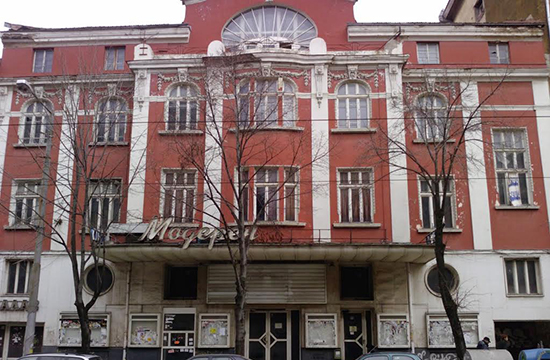
Das ehemalige Kino „Modernes Theater“ in Sofia (2016)

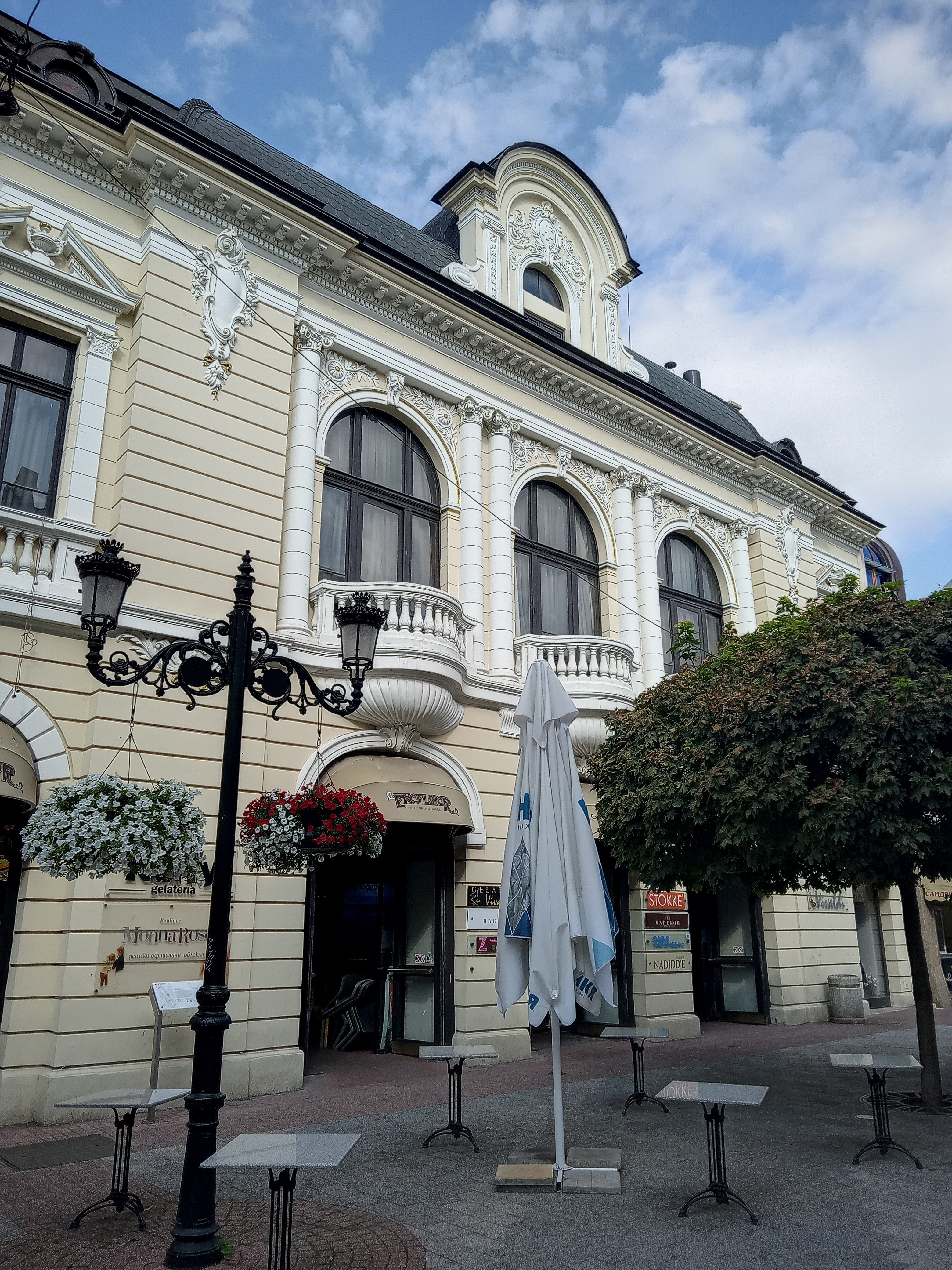
Das ehemalige Kino „Excelsior“ in Plowdiw (2022)

Carlo Vaccaro erkannte auch das Bedürfnis der Menschen nach Unterhaltung. Er kaufte ein altes Gebäude am Boulevard Maria-Luisa 26 (бул. „Мария-Луиза” № 26) in Sofia und beauftragte den Architekten Dimo Nitschew dieses in ein Kino umzubauen. Nitschew entwarf dafür ein Gebäude im Stil der Secession. Die Leinwand war mit einer Dimension von 3 × 4 m eine der größten ihrer Zeit. Am 23. Dezember 1908 eröffnete die "Modernes Theater" (Модерен Театър) genannte Spielstätte ihre Pforten. Als ältestes Kino Bulgariens und eines der ältesten Europas ist es als Kulturdenkmal von lokaler Bedeutung gelistet. Seit 2003 steht das Gebäude leer. Auch in Plowdiw gab er ein Lichtspieltheater in Auftrag. Mit der Planung wurde der Sofioter Architekt Aleksandăr Stawrew (Александър Ставрев) betraut, der ein Bauwerk im Stil des Neobarocks mit Anklängen an die Secession schuf. Die erste Vorführung fand am 8. April 1909 statt. Das Gebäude in der ul. Knjas Aleksander I 24 (ул. „Княз Александър“ I № 24) ist bis heute erhalten und wird derzeit als Einkaufszentrum genutzt. 1909 organisierte Carlos Sohn Edmondo mit mobilem Equipment erste Filmvorführungen in Skopje.
1912 gründeten Carlo Vaccaro, Albert Österreicher und Sigmund Silagi die Kinokette "Modernes Theater - AG für kinematografische Betriebe" mit Sitz in Sofia („Модерен театър“ (АД за кинематографически предприятия, София)). Die konstituierende Versammlung der neuen Aktiengesellschaft fand am 19. März 1912 statt. Das Bezirksgericht Sofia bestätigte die Satzung am 5. April. Die Gesellschaft eröffnete noch im selben Jahr Zweigstellen in Swischtow, Russe und Plewen. Daneben wurden Kinos in Konstantinopel, Edirne, Izmir, Alexandria, Bukarest, Belgrad, Athen und Thessaloniki eingerichtet.
Nach Eintritt Bulgariens auf Seiten der Mittelmächte in den Ersten Weltkrieg war die Familie Vaccaro gezwungen, das Land zu verlassen. Carlo verkaufte seine Anteile an den Vereinigten Tabakfabriken an den Tabakhändler Petăr Djakow (Петър Дяков) aus Chaskowo. 1919 konnte Carlo Vaccaro wieder nach Bulgarien zurückkehren, wo er weiterhin unternehmerisch tätig blieb. So hielt er die Aktienmehrheit der Orientbank in Sofia und war Gründer der Italienischen und Bulgarischen Handelsbank (Италианска и Българска търговска банка). 1922 veräußerte er seine Villa in Plowdiw an Petăr Djakow. Sie befindet sich bis heute im Besitz von dessen Nachfahren und beheimatet seit 1996 eine Galerie.

### Philantropische Aktivitäten
Carlo Vaccaro engagierte sich als Förderer der katholischen Kathedrale »St. Ludwig« in Plowdiw.

### Ehe und Familie
Er heiratete Marona Moretti. Sie waren Eltern einer Tochter, Emma, und eines Sohns, Edmondo. Letzterer hatte drei Söhne (Gino, Renato und Silvio) sowie vier Töchter (Ada, Jolantha, Natalia und Sophia). Laut dem Historiker der katholischen Gemeinde Sofia, Iwan Teofilow (Иван Теофилов), starb Carlo Vaccaro 1933, als er Vorbereitungen traf, in seine Heimat zurückzukehren. Er wurde auf dem Sofioter katholischen Friedhof bestattet. Sein Sohn Edmondo verstarb nur 20 Tage später, ebenfalls in Sofia. Carlos Enkel Silvio (* 1913, † 2005) kam in Plowdiw zur Welt. Er war mit Evelina Pop Najdenowa (* 1917, † 2010) verheiratet. 1941 übersiedelte die Familie nach Italien. Silvios Kinder Claudia und Valentino halten bis heute die Verbindung nach Bulgarien aufrecht.

### Auszeichnungnen
- Großoffizier und Komtur des bulgarischen Zivilverdienstordens (Народен Орден за Гражданска заслуга, II. и III. степен)[4]